# Гуртовий Олексій Сергійович
Олексій Сергійович Гуртовий — солдат 154-го окремого батальйону територіальної оборони 117 ОБрТрО Збройних сил України, учасник російсько-української війни.
З початком повномасштабного російського вторгнення в Україну як військовослужбовець територіальної оборони став на захист рідного міста. Загинув в боях за Охтирку.

## Нагороди
- орден «За мужність» III ступеня (2022, посмертно) — за особисту мужність і самовіддані дії, виявлені у захисті державного суверенітету та територіальної цілісності України, вірність військовій присязі.